# Sheffield United Football Club 2013-2014
Questa voce raccoglie le informazioni riguardanti lo Sheffield United Football Club nelle competizioni ufficiali della stagione 2013-2014.

## Rosa
| N. |                        | Ruolo | Calciatore        |
| -- | ---------------------- | ----- | ----------------- |
| 1  | Inghilterra (bandiera) | P     | Mark Howard       |
| 2  | Inghilterra (bandiera) | D     | Darryl Westlake   |
| 3  | Inghilterra (bandiera) | D     | Marcus Williams   |
| 5  | Inghilterra (bandiera) | D     | Harry Maguire     |
| 6  | Inghilterra (bandiera) | D     | Matt Hill         |
| 7  | Scozia (bandiera)      | C     | Ryan Flynn        |
| 8  | Irlanda (bandiera)     | C     | Michael Doyle     |
| 10 | Inghilterra (bandiera) | A     | Lyle Taylor       |
| 11 | Inghilterra (bandiera) | C     | Jose Baxter       |
| 12 | Inghilterra (bandiera) | A     | Shaun Miller      |
| 14 | Scozia (bandiera)      | C     | Stephen McGinn    |
| 15 | Scozia (bandiera)      | C     | Neill Collins     |
| 16 | Belgio (bandiera)      | C     | Florent Cuvellier |
| 17 | Inghilterra (bandiera) | C     | Conor Coady       |
| 18 | Giamaica (bandiera)    | A     | Marlon King       |

| N. |                        | Ruolo | Calciatore             |
| -- | ---------------------- | ----- | ---------------------- |
| 19 | Inghilterra (bandiera) | A     | Febian Brandy          |
| 20 | Irlanda (bandiera)     | D     | Sean McGinty           |
| 21 | Inghilterra (bandiera) | A     | Jordan Chapell         |
| 23 | Scozia (bandiera)      | A     | Jamie Murphy           |
| 24 | Inghilterra (bandiera) | C     | Joe Ironside           |
| 25 | Inghilterra (bandiera) | P     | George Long            |
| 26 | Inghilterra (bandiera) | C     | Callum McFadzean       |
| 29 | Inghilterra (bandiera) | D     | Tony McMahon           |
| 30 | Inghilterra (bandiera) | D     | Jasper Jones           |
| 32 | Inghilterra (bandiera) | D     | Terry Kennedy          |
| 34 | Inghilterra (bandiera) | P     | George Willis          |
| 36 | Italia (bandiera)      | A     | Diego De Girolamo      |
|    | Haiti (bandiera)       | D     | Jean-Francois Lecsinel |
|    | Irlanda (bandiera)     | D     | Aidy White             |
|    | Inghilterra (bandiera) | A     | Chris Porter           |